# Комендантка (Новосибірська область)
Комендантка (рос. Комендантка) — присілок у Доволенському районі Новосибірської області Російської Федерації.
Входить до складу муніципального утворення Суздальська сільрада. Населення становить 106 осіб (2010).

## Історія
Згідно із законом від 2 червня 2004 року органом місцевого самоврядування є Суздальська сільрада.

## Населення
| 2002 | 2007 | 2010 |
| ---- | ---- | ---- |
| 147  | ↘92  | ↗106 |